# Jackie Brookner
Jackie Brookner   (Providence, 1945 - Nova York, 15 de maig de 2015) fou una artista ecològica, escriptora i educadora. Treballava amb ecologistes, dissenyadors professionals, enginyers i responsables polítics en sanejaments d'aigua i projectes d'art públic per a parcs, aiguamolls, rius i vessaments d'aigües de pluja urbana. En aquests projectes, els recursos locals es convertien en el punt focal de col·laboració comunitària i agència creativa col·lectiva.
Brookner vivia a Nova York, i treballa i realitza els seus treballs arreu del món.

## Formació
Brookner va nàixer a Providence, i va realitzar els seus estudis universitaris al Wellesley College. Va completar el seu treball de recerca doctoral en Història de l'Art a la Universitat Harvard. No va acabar la tesi, ja que l'any 1971 es va centrar a afaiçonar escultures. L'any 1975 va estar ajudant l'escultor en acer Isaac Witkin, establert a Bennington. L'any següent es va traslladar a Nova York i va assistir a la New York Studio School, on va estudiar dibuix amb Nicolas Carone.

## Primers treballs
El caràcter ecològic i ecologista de les seves escultures i instal·lacions va evolucionar vers una escala paisatgística des de la dècada dels 80 i inicis dels 90. A principis de 1980, Brookner va exposar a la galeria Oscarsson Hood (Nova York) diverses escultures de bronze basades en el moviment de l'aigua i en el creixement de les plantes, i l'any 1987 va començar a juxtaposar materials com la terra, el vellut, tubs, farcit de coixins, tubs d'escapament i gasa per a explorar les associacions psicològiques i de gènere que aquests materials portaven.

## Treballs amb terra
A principis dels 90, els escrits de Brookner es van centrar en com la nostra cultura materialista pot estar en guerra amb la matriu del seu propi material, la Terra. Utilitzant terra com metàfora per a material natural en els seus murals i cadires de terra, va investigar les associacions culturals de brutícia, excrements, sexe i mort. En les seves instal·lacions realitzades en museus, Brookner es va centrar en les relacions històriques de la terra en regions particulars.

### Of Earth and Cotton(1994–98)
El següent projecte va viatjar per diverses institucions entre 1994 i 1998. El projecte va anant evolucionant a mesura que va creuar el sud dels Estats Units per seguir la migració del cinturó de cotó partint des de l'oest dels estats de Carolina. En cada localització, Brookner va parlar amb antics cultivadors de cotó que recollien a mà el cotó des de 1930 fins a 1940, a mesura que anava modelant retrats dels seus peus amb terra local. Aquests es van convertir en els punts focals de les instal·lacions on van quedar sobre 60 tones de terra o 2,500 lliures de cotó desfet. Acompanyant la instal·lació, un vídeo documental amb converses entre Brookner i quaranta fotògrafs de l'administració de seguretat de les granges des de 1930 (seleccionats per Susan Harris Edwards), presentava les condicions de vida i treball dels grangers de cotó durant la depressió econòmica de 1929.

### Llengües Natives, Fundació Miró, Barcelona, Espanya (1997)
Mentre escoltava el castellà i el català, Brookner imaginava les formes de les llengües parlant aquests idiomes. Llavors va realitzar les escultures de les llengües castellana i catalana a partir de terra col·lectada a l'àrea central d'Espanya i Catalunya respectivament. Les mateixes terres van ser utilitzades per fer un mural-dibuix de 50 peus d'alt basat en els diagrames fonètics que mostren on es col·loca la llengua per fer sons específics. Aquest so, escultura i instal·lació de dibuix van explorar la corporalitat del discurs en el context de Catalunya on les llengües regionals eren prohibides i polititzades sota el règim franquista, entrecreuant-se amb la pàtria, el territori i el poder.

## Bioescultures
Brookner va ser l'editora convidada de la revista Art Journal del Collegue Art Association, titulada Art i Ecologia i publicada l'any 1992. La seva investigació en aquest número la va inspirar per desenvolupar una pràctica que podria proveir de beneficis ecològics i ajudar a transformar els valors culturals.
Aquesta investigació la va portar a desenvolupar les seves bioescultures: sistemes vius de filtració d'aigua que uneixen les capacitats conceptuals i estètiques de l'escultura amb una funció ecològica. Aquests ecosistemes d'aiguamolls esculpits van ser fets de molsa i plantes que creixen en roques i substrats concrets, mentre que l'aigua que era filtrada era habitada per peixos, caragols, plantes i altres organismes. Així doncs, formaven ecosistemes complets, on les plantes i els bacteris que vivien a les zones radiculars convertien les deixalles i contaminants de l'aigua en menjar per al seu propi metabolisme, demostrant que en sistemes naturals sans no hi ha deixalles.
La primera bioescultura, Prima Lingua, va ser comissionada en 1995 per l'Appalachian State University per a l'exposició Mirades des del nivell del terra: Art i Ecologia a finals dels noranta. És una gran llengua que llepa i neteja l'aigua contaminada en la qual es troba. I'm You, comissionada l'any 2000 per Wave Hill, per a l'exposició Abundant invenció, recorda unes mans humanes però està basada en estructures microscòpiques de molsa.
En les seves bioescultures i altres treballs, Brookner utilitza freqüentment imatgeria on parts del cos representen el tot. Això reflecteix la paradoxa de com els humans es consideren a ells mateixos un tot independent quan en realitat són parts d'un univers independent.

## Projectes de sanejament d'aigua a escala paisatgística

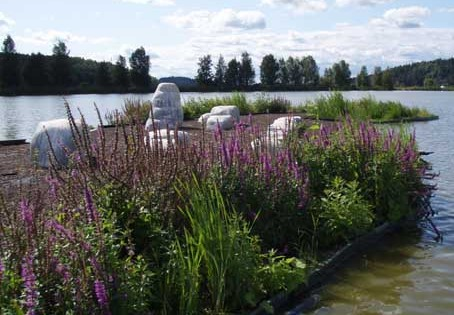
Veden Taika (2007–09)

Des de l'any 2002, Brookner ha estat col·laborant amb ecologistes, dissenyadors, enginyers, responsables polítics i residents de comunitats concretes per crear sistemes de sanejament d'aigua multifuncionals, que a la vegada són projectes d'art públic. Aquests projectes públics, fets a escala paisatgísica, demostren com l'aigua de pluja i altres aigües contaminades poden ser recuperades i utilitzades per restaurar hàbitats en parcs, llacunes, antics rius, fangars, etc.

### Project Fargo(2010-present)
Brookner està treballant amb la ciutat de Fargo, els seus residents i artistes locals per transformar una conca de detenció d'aigües pluvials de 18 acres en patrimoni multifuncional de barri, a partir d'un procés que intenta catalitzar la representació creativa entre la població de Fargo. Això inclou un prat restaurat i un aiguamoll, un hort, zones de joc naturals, un amfiteatre, espais per a festivals, zones de reunió i jardins comunitaris que poden alimentar a 50 famílies. Aquest projecte pilot serà un model per a altres 19 conques repartides per tot Fargo.

### Veden Taika(The magic of power) (2007–09)
Veden Taika són en tres illes flotants a la zona de nidificació de Halikonlahti (Salo, Finlàndia). Mitjançant la fitoremediació, la qualitat de l'aigua es millora gràcies a l'acció de plantes autòctones i a la ventilació del subsòl, tot creant un punt estètic en una antiga llacuna d'aigües residuals. El projecte va ser concebut en consulta amb ecologistes locals i l'artista-gestor del projecte, Tuula Nikulainen, i fou dissenyat amb una biomatriu d'aigua i millorat en col·laboració amb estudiants d'institut, artistes locals, científics locals voluntaris i agències ciutadanes. Un dels èxits del projecte va ser propiciar la col·laboració entre agències ciutadanes, que no havien treballat juntes anteriorment, per millorar les solucions a problemes mediambientals locals.

### Urban Rain(2005–08)
Urban Rain va ser desenvolupat al Centre Comunitari Roosevelt de San José (Califòrnia). Un sistema capturava l'aigua de pluja del sostre de l'edifici amb dos sistemes de filtració de caràcter escultòric, elaborats amb roca: el rierol Coiot (Coyote creek) i filtres empremta. El Coyote creek converteix l'edifici en una conca fluvial, i visibilitza els processos de filtració que normalment ocorren en el subsòl. El filtre empremta presenta una imatgeria basada en el patró espiral de les empremtes digitals evoca els remolins d'aire, d'aigua i les galàxies.

### Dreher Park Art and Design, amb Angelo Ciotti (2003–04)
Brookner i Ciotti van ser part de l'equip de disseny per a millorar el flux d'aigua, sistemes de control de fluids i instal·lacions recreacionals per al redisseny del Dreher Park de West Palm Beach (Florida). Van concebre el complex paisatgístic Elders' Cove per a posar en ús la secció nord —infrautilitzada— del parc. Elders' Cove inclou una bioescultura de 14 peus d'alçada en un dels nous estanys de detenció, un moll per pescar, llacunes i turons que recuperen i esculpeixen la terra, i també inclou una zona que homenatja la història dels Seminole, que remaven per aquest sistema de llacs fins als Everglades per tal de comerciar.

### Laughing Brook(2002–09)
Aquest projecte, realitzat al Salway Park de Cincinnati (Ohio), consisteix en una centena de bioescultures d'aiguamolls construïts que tracten l'aigua de pluja de tres acres d'aparcaments per disminuir l'impacte de la contaminació a l'adjacent Mill Creek. L'aigua vessada, recollida en un sistema subterrani de 1000 galons, irriga les escultures i circula per l'aiguamoll fins a la següent gran tempesta, quan s'allibera tot el rierol. Tot el sistema funciona amb energia solar. Les bioescultures estan formades com si fossin mans que es transformen gradualment en sis tipus de peixos que podrien viure al riu si aquest estigués net. Brookner ha col·laborat amb Arquitectes de Mill Creek Restoration Project i Human Nature Landscape, artistes locals, estudiants d'institut i altres voluntaris per construir, plantar i mantenir el projecte.

### Art and Community Landscapes, amb Susan Steiman (2002–03)
Brookner i Susan Steiman van ser seleccionades per a ser artistes residents al National Park Service Rivers and Trails conservation Assistance Program, a través de l'associació entre el servei de Parcs Nacionals i un programa nacional de dotació d'arts anomenat Art i paisatges comunitaris. Treballant amb tres pobles, Tillamook (Oregon), Puyallup (Washington), i Caldwell, (Idaho) per construir comunitats de suport per rierols locals i projectes de senders, i van crear plans de conceptes i projectes d'art dirigits a un públic interessat per l'ecologia. També van iniciar actes de celebració anuals als rius, una iniciativa que continua avui dia, i també generaren noves relacions entre diferents grups d'interès a cada ciutat.

### The Gift of Water(2001)
Aquesta bioescultura, instal·lada a Grossenhain (Alemanya), és part d'un aiguamoll que realitza una filtració lliure de substàncies químiques per a un gran complex de piscines utilitzat diàriament per 1500 persones. Dos amples mans cobertes de molsa arriben al banc de l'aiguamoll amb l'estany en què es troben immerses.

## Ensenyament
Brookner ha impartit classes a la Universitat de Pennsilvània, Universitat Harvard, el Bard College, l'Escola de Studi
 de Nova York, i la Nova Escola de Disseny Parsons, on continua treballant com a professora.

## Premis obtinguts
- National Endowment for the Arts: “Our Town” grant for The Fargo Project to Fargo, North Dakota (2011);[23] “Art and Community Landscapes” residency with the National Park Service (2002);[24] “Of Earth and Cotton” through McKissick Museum (1994)
- New York Foundation for the Arts: Interdisciplinary Work (2009); Drawing (1999); Sculpture (1990)
- “Urban Rain” at Roosevelt Comm. Center, San Jose, California received several stormwater awards including: Top Storm Water Project - Storm Water Solutions (2010); Project of the Year; American Public Works Association (2009); Santa Clara Valley Urban Runoff Pollution Prevention Program Award (2009)[25]
- Public Art Network “Year in Review- Outstanding Projects,” for Dreher Park, West Palm Beach, Florida (2005)
- Advisor Selection Award in Designing the Highline Competition, for the collaborative entry “The High Line: An Integrating Force,” New York, New York (2003)
- Grant from the Nancy Gray Foundation for Art in the Environment (1999)

## Publicacions
- Landscape Design (China), “More than Green,” Vol. 20, #1, 2011, 54–63
- Landscape Architecture China, “Biosculptures,” Vol. 13, #5, 2010-New Aesthetics and Ecological Urbanism, 98–103; and “Urban Rain,” 104–107
- Urban Rain/ Stormwater as Resource, ORO editions, 2009, San Rafael, California
- Cultures & Settlements, “The Gift of Water,” ed. M. Miles and N. Kirkham, Intellect Books, 2003, Bristol UK and Portland US
- Natural Reality/Artistic Positions Between Nature and Culture, “Unity, Man, Reality, Nature?” Ludwig Forum fur Internationale Kunst, 1999, Aachen, Germany
- M/E/A/N/I/N/G, Forum: “On Creativity and Community,” May 1994, #15.
- The Art Journal, Guest Editor, “On Art and Ecology,” Summer, 1992Vol. 51, #2.